# Funastrum antillana
Funastrum antillana är en oleanderväxtart som beskrevs av A. Alvarez de Zayas. Funastrum antillana ingår i släktet Funastrum och familjen oleanderväxter. Inga underarter finns listade i Catalogue of Life.